# 知念績弘
知念 績弘（ちねん せきこう、1905年 - 1993年）は沖縄県の紅型師。紅型三宗家の一つ。上儀保村知念家5代目。
第二次世界大戦後、城間栄喜と共に衰退していた紅型の復興に力を尽くした。1973年、沖縄県指定無形文化財「びん型」の保持者として認定されている。ミーハギー知念の知念績高は別人物。長男の知念績元（1942年 - ）が知念びんがた工房を継いだ。績元は、1997年に沖縄県指定無形文化財「びん型」保持者に認定されている。

## 家柄
琉球王朝時代から続く紅型三宗家(知念家、城間家、沢岻家)のうちの一つである。
三宗家の中で沢岻家が最も古く、知念家はその沢岻家に次ぐ名家。祖は唐紙知念であり、彼が1766年に中国から唐紙型の新技法や印金紙等を伝えたとされている。知念家は初め、紺屋(染め物屋)であったが後に紅型の型付(かたちき)も兼業するようになった。
唐紙知念には3人の息子がおり、長男が知念績高（長男知念筑登之親雲上）。績高が紅型を継がずに三線の世界へ進んだことで、
次男と三男が紺屋（紅型）を継いでおり、現在も次男知念筑登之親雲上（チクドゥンペーチン）の筋、知念びんがた工房及び知念紅型研究所の両家が繋げている。
知念績弘は次男知念筑登之親雲上の次男筋の家系「上儀保知念」5代目にあたり、知念びんがた工房を立ち上げた。
次男知念筑登之親雲上長男筋である「下儀保知念」は知念紅型研究所の知念貞男や知念冬馬の家系で、これは知念家の家譜や位牌、聞き取り調査したことで判明している。下儀保知念については大正八年ごろまで稼業を続けていた。しかし家業不振で遂に廃業し、那覇市若狭町に移り住んでいたとされる。p40　後に績弘・績元親子が知念貞男に紅型の技術を教えたことで紅型業を再開した。
なお、知念家は数百年前から唐紙や紺屋を営んでは来ているが、長男知念筑登之親雲上である知念績高から数えての何代目という数え方をしており、知念績高より以前の先祖については何代存在していたのかは殆ど不明である。

## 紅型復興
明治時代になり、琉球王府の庇護を失った紅型の職人達は次々と首里を離れ、廃業する家も多く現れた。型付で栄えた知念家の職人の多くが紅型から離れて行ったが、最後まで残ったのが知念績弘の父知念績秀であった。績弘は紅型を守り続けた父から技法を学び、父親の意志を継ぐことを決める。績秀は日本の代表的な染色家である芹沢銈介に紅型の手ほどきをしたことで知られる。
しかし、沖縄決戦で全てが灰になり戦後の生活は苦しいものとなった。績弘は米軍関係の仕事を得てなんとか生活をしていた。しばらくは紅型どころではない状態が続いたが、知念貞男が琉球紅型の技法を習いに来たことがきっかけとなり、1950年頃に再び紅型の制作を始める。　そうした日々の中で長男の績元は型紙制作をはじめとした家業全般を手伝いながら成長をしていく。昭和58年11月に現在の繁多川に工房を移した。

## 特徴
主に古典柄を得意とし、王家紅型であるからこそ行われる高度な技術継承に重きを置いた。大らかで力強い表現を得意とした城間栄喜とは対照的に、堅実で精緻さのある作品を多く残した。

## 影響
息子である知念績元に貴重な「糸掛け」という技法(紅型の型紙を制作する際に用いられる技法)を伝え残している。

## 作品
- 「花色地雲龍模様紅型踊衣裳」沖縄県立博物館・美術館所蔵
- 「白地紗綾型に団扇檜扇紅葉模様紅型踊衣裳」沖縄県立博物館・美術館所蔵
- 「雪輪桜鶴風景模様紅型」個人蔵